# 미겔 에르난데스 산체스
미겔 에르난데스 산체스(스페인어: Miguel Hernández Sánchez, 1970년 2월 19일, 마드리드 주 마드리드 ~)는 줄여서 미겔(스페인어: Miguel)로 알려진 스페인의 전직 축구 선수로, 현역 시절 중앙 수비수로 활약했다.
미겔은 프로 무대에서 10년을 활약하면서 라 리가에서 4년 동안 활약했는데, 라요 바예카노와 에스파뇰에서 각각 2년씩 1부 리그에 출전했다. 그는 바르셀로나에서 열린 1992년 하계 올림픽에서 스페인 선수단 일원으로 참가해, 금메달을 획득하기도 했다.